# Paradrina mairei
Paradrina mairei là một loài bướm đêm trong họ Noctuidae.